# Ohl
Ohl ist ein Ort und Ortsteil im Osten von Wipperfürth im Oberbergischen Kreis im südlichen Nordrhein-Westfalen (Deutschland) innerhalb des Regierungsbezirks Köln.
In der Nähe des Ortskerns liegt mit 406 Metern der Wahlberg als höchste Erhebung Wipperfürths.

## Lage
Ohl liegt unmittelbar an der Grenze zur Gemeinde Marienheide und zur Stadt Kierspe im Märkischen Kreis. Durch Ohl fließt die Wipper/Wupper. Von den Quellen der Wipper/Wupper bis zum Ortseingang Wipperfürth heißt der Fluss Wipper, ab Leyersmühle heißt er dann Wupper. Unmittelbar hinter Ohl fließt der Ablauf der Kerspetalsperre (Trinkwasser für Wuppertal) in die Wipper.

## Ortsteil Ohl
Die alte Gemeinde Klüppelberg mit Ortsteil Ohl umfasste folgende Orte:
Agathaberg – Altensturmberg – Böswipper – Boxbüchen – Dahl – Egerpohl – Gogarten – Großfastenrath – Haufe – Ibach – Im Hagen – Kempershöhe – Kerspe – Klaswipper – Kleinfastenrath – Kreuzberg – Krommenohl – Küppersherweg – Lendringhausen – Mesewinkel – Mettberg – Neuenhammer – Neuenherweg – Neuensturmberg – Niedergaul – Niederklüppelberg – Niederwipper – Oberklüppelberg – Schollenbach – Speckenbach – Thier – Voswinkel – Wiegen

## Geschichte
1513 wurde der Ort bei Verhören über Fischereistreitigkeiten zwischen Wipperfürth und Hückeswagen das erste Mal urkundlich erwähnt. Die Schreibweise der Erstnennung war Oell / Oill.
Der Ortsname selbst leitet sich wahrscheinlich aus dem Begriff das Holl oder Hohl, im Sauerland auch Ohl, ab. Damit bezeichnete man eine Schlucht, einen Hohlweg oder ein kleines, enges Tal, oder aber ein vom Fluss angeschwemmtes Gelände. Auf diesen Ortsteil an der Wipper/Wupper trifft wohl eher das kleine enge Tal zu. Ursprünglich war Ohl nur die kleine Hofschaft an der Wipper; die Hofschaften Mesewinkel, Neuenhammer, Klüppelberg bzw. Ober- und Niederklüppelberg zählten erst später zu Ohl, da Ohl zumindest ab 1828 die größte Hofschaft mit 11 – 24 Häusern war. Heute sind die Hofschaften als Straßennamen am Ursiedlungsgbiet erhalten.
Laut dem Abbild einer Postkarte aus den 1960er Jahren war Ohl ein Luftkurort.

## Sehenswürdigkeiten

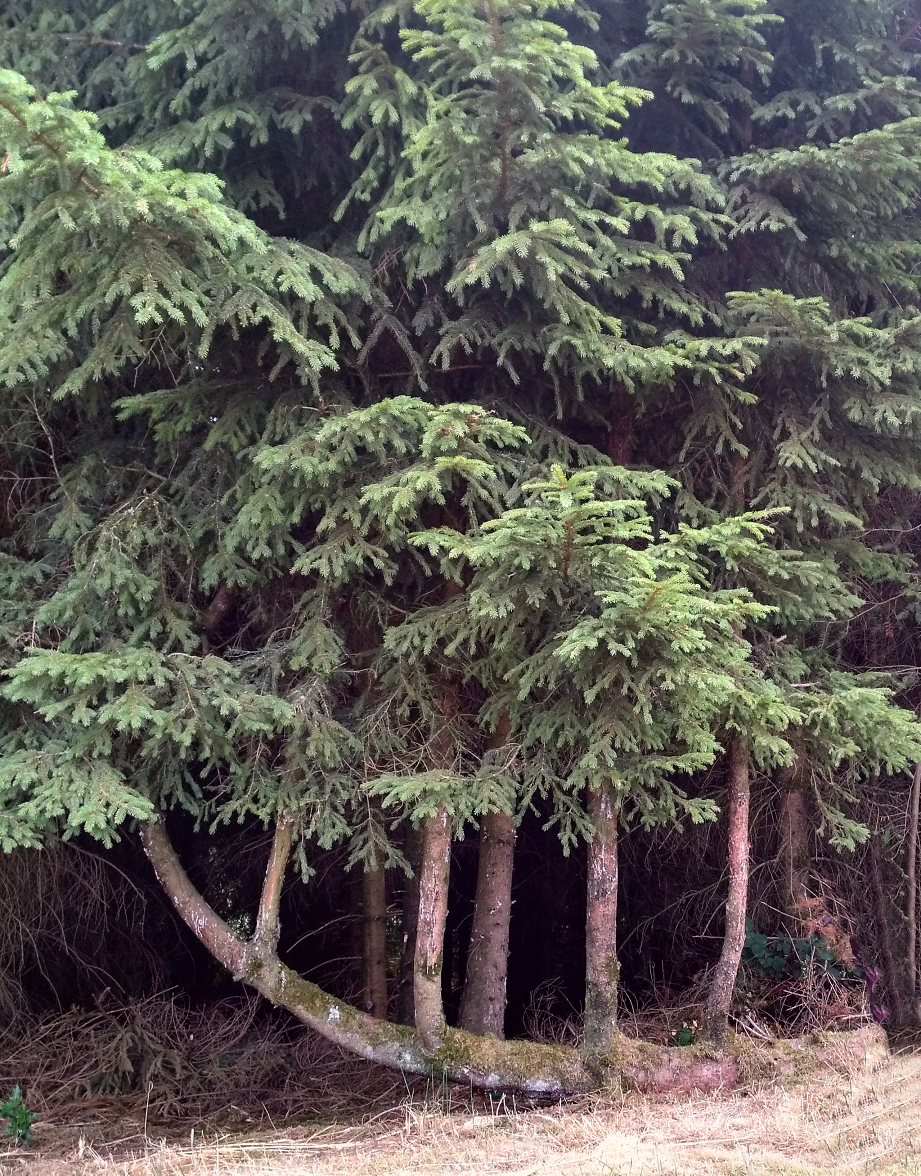
Harfenfichte am „Ober dem Hofe“

In Ohl ist in der so genannten Villa Ohl, einem 200 Jahre alten Haus, ein Schwarzpulvermuseum untergebracht. Die Villa stammt aus der Zeit, als Kramer & Buchholz am Neuenhammer Schwarzpulver herstellten. Ruinen der Pulvermühlen sind noch erhalten. Die Besitzer hatten im Ersten Weltkrieg zu viel in Kriegsanleihen investiert und gingen pleite. In den 1930er Jahren war unter anderem die Harfenfichte am Schollenbach ein beliebtes Ausflugsziel. Seit einiger Zeit wächst am „Ober dem Hofe“ eine neue Harfenfichte heran. Wanderwege führen hier von ca. 320 Metern bis auf 400 Meter durch sehenswerte (derzeit (2021) abgeholzte) Waldgebiete.
Der 1900 erbaute Bahnhof Ohl-Rönsahl an der Wippertalbahn, auf deren stillgelegter Strecke ein Radweg verläuft, steht unter Denkmalschutz.

## Verkehr
Ohl ist über eine Buslinie mit Wipperfürth, Marienheide, Gummersbach, Hückeswagen und Lennep sowie über eine weitere Linie mit dem Kiersper Ortsteil Rönsahl verbunden.
In Ohl treffen sich zwei Bundesstraßen. Die B 237 verläuft von Kierspe/Wipperfürth nach Hückeswagen, während  die B 256 in Ohl beginnt und über Marienheide bis nach Mayen (Rheinland-Pfalz) führt.

## Freizeit und Sport

### Wander- und Radwege
- In Ohl befindet sich ein Wanderparkplatz, an dem die drei Ortsrundwanderwege A1, A2 und A3 beginnen.
- Durch die Ortschaft verläuft die Radroute Wasserquintett, ein Projekt im Rahmen der Regionale 2010. Sie folgt der alten Bahntrasse (Wippertalbahntrasse).
- Der regionale Wanderweg Bergischer Panoramasteig führt durch das Waldgebiet Klüppelberg.

### Vereine
- Tennisclub Ohl 78 e. V.
- TV Klaswipper 1899 e. V.
- Kyffhäuser Kameradschaft Klaswipper von 1866
- Bürgerverein Ohl-Klaswipper e. V.

## Sonstiges
Ohl hatte bis 2016 eine Grundschule (die Wipper-Schule) mit einer Ganztagsbetreuung. Es gibt eine Sportanlage mit Turnhalle, einen Spielplatz und einen Tennisplatz. Zur Betreibung des Schießsportes besitzt die Kyffhäuser Kameradschaft einen eigenen Schießstand. Für gesellige Veranstaltungen stellt der Bürgerverein ein Bürgerhaus zur Verfügung.
Des Weiteren hat Ohl einen eigenen Wasserverband, der für die Wasserversorgung im Ort verantwortlich ist.